# Urdiales del Páramo
Urdiales del Páramo is een gemeente in de Spaanse provincie León in de regio Castilië en León met een oppervlakte van 32,84 km². Urdiales del Páramo telt 508 inwoners (1 januari 2016).

## Demografische ontwikkeling
Bron: INE, 1857-2011: volkstellingen
Opm.: Tot 1857 behoorde Urdiales del Páramo tot de gemeente Santa María del Páramo